# 1994
Cette page concerne l'année 1994 (MCMXCIV en chiffres romains) du calendrier grégorien. Pour l'année 1994 av. J.-C., voir 1994 av. J.-C.
L'année 1994 est une année commune qui commence un samedi.

## Chronologie territoriale

### Monde
- 10 janvier : sommet de l'OTAN. Partenariat pour la paix[1].
- 14 janvier : Bill Clinton et Boris Eltsine signent les accords du Kremlin. L’Ukraine adhère au Traité de non-prolifération nucléaire.
- 15 avril : acte final de l'Uruguay Round du GATT, à Marrakech (1986-1994). 120 pays signataires : création de l'OMC (Organisation mondiale du commerce) qui siège à Genève. L’Organe de règlement des différends (ORD) statue contre les États qui violent le principe de la liberté du commerce et de la concurrence. En revanche, les firmes transnationales demeurent largement hors d’atteinte. Cette quasi-impunité des sociétés vient, pour beaucoup, de l’absence de définition juridique internationale des crimes et délits économiques.

### Afrique

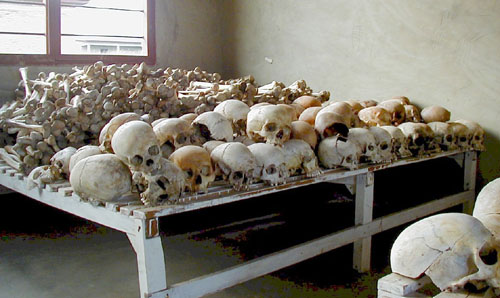
6 avril-4 juillet : génocide au Rwanda

- 10 janvier : la CEAO est remplacée par l’Union économique et monétaire ouest-africaine (UEMOA).
- 17 janvier : dévaluation de 50 % du franc CFA.
- 6 février : Cyprien Ntaryamira devient Président de la République du Burundi.
- Février : affrontement dans le nord-est du Ghana entre Namumba et Konkomba[2]. État d’urgence.
- 6 avril et jours suivants, Rwanda : attentat coûtant la vie aux présidents rwandais et burundais. Début du génocide des Tutsi et des Hutu modérés par des extrémistes Hutus au Rwanda (fin en juillet). Assassinat du premier ministre et de dix casques bleus belges, constitution du gouvernement intérimaire par des extrémistes Hutu, opérations militaires française et belge pour évacuer les ressortissants occidentaux.
- 19 avril : début du génocide des Tutsi à Butare (région du Sud du Rwanda)
- 20 avril : assassinat de l'ancienne reine du Rwanda, Rosalie Gicanda par les militaires extrémistes hutus
- 21 avril : Rwanda, les Nations unies entérinent la réduction importante de l'effectif des casques bleus (Minuar).
- 27 avril : Afrique du Sud, les premières élections multiraciales donnent le pouvoir à l'ANC et Nelson Mandela est élu président de la République. Frederik de Klerk, vice-président. Par ailleurs, le drapeau est modifié pour symboliser la fin de l'Apartheid.
- 1er mai : massacre des Tutsi dans la cathédrale de Nyundo. Plus de 500 personnes assassinées.
- 13 mai : premiers massacres des Tutsi de Bisesero par la garde présidentielle, les Forces armées rwandaises et les miliciens hutus.
- 21 mai : victoire du chef de l’opposition Bakili Muluzi contre Hastings Kamuzu Banda à la présidentielle du Malawi. Bakili Muluzi, président du Malawi (fin en 2004).
- 22 juin (Rwanda) : opération Turquoise. Intervention « militaire et humanitaire » française.
- 27-30 juin : massacres de Bisesero au Rwanda.
- 27 juin : réunion d'une Conférence nationale constitutionnelle[3] au Nigeria, qui est divisé en 30 États fédérés (1995).
- 4 juillet (Rwanda) : prise de Kigali par le FPR et décret de la « ZHS » par le commandement de l'opération Turquoise. Fin du génocide et fuite du gouvernement intérimaire, des FAR, des interahamwe et de deux millions de Hutu au Zaïre dans les jours qui suivent.
- 5 juillet (Rwanda) : la France crée une « zone humanitaire sûre » où de nombreux Hutus trouvent refuge.
- 2e quinzaine de juillet : apparition du choléra dans les camps de réfugiés rwandais au Zaïre.
- 19 juillet (Rwanda) : constitution du gouvernement de transition dirigé par Pasteur Bizimungu, un Hutu.
- 22 juillet (Gambie) : coup d'État militaire ; le capitaine Yahya Jammeh prend le pouvoir.
- 22 août (Rwanda) : fin de l'Opération Turquoise et renforcement de la Minuar II.
- 30 août : l’Afrique du Sud adhère à la SADC.
- 27 septembre[4] : création du Rassemblement des républicains de Côte d'Ivoire.
- 9 octobre : accord entre le gouvernement nigérien et la rébellion touarègue[5].
- 2 novembre : l’impact indirect le plus dévastateur de foudre connu, en date de 2025, est le déversement de carburant en feu après un impact sur un dépôt pétrolier stratégique initialement de l'Armée de terre égyptienne, tuant officiellement 469 personnes à Durunka (en) dans le Gouvernorat d'Assiout en Égypte. Les inondations faisant au total plus de 500 morts, plusieurs centaines de blessés et plusieurs milliers de sans-abri[6].
- 8 novembre : résolution 955 du Conseil de sécurité des nations unies qui crée le Tribunal pénal international pour le Rwanda pour juger les crimes de génocide et crimes graves contre l'humanité commis en 1994.
- 8 décembre : adoption d’une constitution fédérale en Éthiopie instituant neuf États fondés sur l’ethnicité et la langue et reconnaissant le droit des peuples à disposer d’eux-mêmes[7].
- Violents troubles au nord du Cameroun.
- Arrestation d’opposants au Sénégal.
- L’Afrique représente 12 % de la population mondiale et fournit moins de 1 % du PIB mondial.

Algérie
- 30 janvier : nomination par le Haut Comité d'État du général Liamine Zeroual comme Président de la République Algérienne.
- 10 mars : évasion d'un millier de détenus islamistes de la prison de Tazoult.
- 12 mars : opération de ratissage de l'armée dans les régions de Batna et de Médéa. Bombardements aériens des maquis environnants qui se traduisent par la mort d'une centaine de civils et de maquisards.
- 21 mars : rappel de 50 000 réservistes pour renforcer les effectifs de l'armée.
- Avril : dévaluation du dinar de 40 %. Rééchelonnement de la dette algérienne par le FMI.
- Juin : création de la première milice civile contre les islamistes dans la région de Bouira.
- Juillet : création de l'Armée Islamique du Salut, bras armé du FIS dissous.
- 11 juillet : crédit français de 6 milliards de francs.
- 22 septembre : plus de 200 écoles brûlées par des groupes armés sur l'ensemble du territoire algérien.
- 25 septembre : enlèvement du chanteur berbère Matoub Lounès. Il sera libéré quelques jours après.
- 29 septembre : assassinat du chanteur Cheb Hasni.
- 31 octobre : échec des négociations avec les partis d'opposition. Annonce par le président Zéroual d'élections présidentielles en 1995.
- 1er novembre : une bombe explose dans un cimetière, tuant 5 jeunes scouts. L'attentat est retransmis en direct à la télévision.
- 13 novembre : mutinerie à la prison de Berrouaghia, réprimée par la Gendarmerie nationale. 50 détenus tués.
- 24 décembre : détournement par le GIA d'un Airbus d'Air France. 3 passagers sont tués. Autorisé par le gouvernement d'Alger à rejoindre la France, l'avion sera pris d'assaut par le GIGN, qui neutralisera les 4 pirates de l'air.
  - Près de 30 000 personnes tuées depuis la démission du président Chadli en 1992.

Rwanda
- 6 avril : attentat contre l'avion présidentiel en phase d’atterrissage à Kigali. Décès du président de la République Hutu Juvénal Habyarimana. Des militaires du Front Patriotique Rwandais (pro-Tutsi) pénètrent à l'intérieur du pays.
- 7 avril : appel de la Radio des Mille Collines « Abattez les grands arbres ». Commencement des premiers massacres de Tutsis par les milices Hutues (Interahamwe, Impuzamugambi). Plusieurs hutus modérés, dont la première ministre Agathe Uwilingiyimana sont assassinés par les milices. Toute résolution pacifique de la crise devient impossible. Des unités de l'armée rwandaise, la FAR, participent directement au massacre.
- 8 avril : évacuation des ressortissants étrangers.
- 21 avril : l'ONU fait passer le contingent des casques bleus déployés dans le pays de 2 500 à 250 hommes, rendant toute opération de secours impossible.
- 17 mai : embargo de l'ONU sur les armes à destination du pays, qui ne sera pas respecté.
- 31 mai : un rapport de l'ONU évalue le nombre de victimes à 500 000 depuis le commencement du génocide.
- 22 juin : Opération Turquoise, la France, sous mandat de l'ONU, déploie 3 500 hommes dans le sud du pays pour protéger les réfugiés. Les massacres de Tutsis continuent néanmoins d'ensanglanter le Rwanda.
- 4 juillet : la capitale, Kigali, est prise par les troupes du FPR. L'armée nationale est mise en déroute. Fuite de plus d'un million de hutus du pays.
- 17 juillet : victoire militaire définitive du FPR sur le FAR. Fin du génocide du Rwanda. 800 000 personnes ont été massacrées, plus d'un million déplacées.

### Amérique
- 1er janvier : 
  - Entrée en vigueur de l'ALENA (NAFTA), accord de libre-échange nord-américain.
  - Début de l'insurrection zapatiste dans l'état mexicain du Chiapas avec la prise de San Cristóbal de las Casas.
- 20 janvier[8] : Nomination d’un nouveau procureur spécial, Robert B. Fiske, dans l’affaire Whitewater.
- 23 mars : Luis Donaldo Colosio, candidat à la présidence du Mexique est tué dans un attentat à Tijuana.
- 18 mai : Le Mexique entre dans l’OCDE[9].
- 13 juillet Le massacre du remorqueur 13 de Marzo, plusieurs bateaux de l'État cubain provoquent le naufrage du remorqueur 13 de Marzo où se trouvent 72 personnes qui tentent de fuir Cuba. 41 personnes trouvent la mort par noyade.
- 17 juillet : le Brésil remporte la Coupe du monde de football 1994 aux États-Unis.
- 18 juillet : attentat de l'AMIA à Buenos Aires.
- 31 juillet : le Conseil de sécurité des Nations unies autorise le recours à la force afin de restaurer la démocratie à Haïti et de chasser la junte militaire.
- 4 août : tornade de catégorie F3 à Aylmer au Québec.
- 19 septembre : intervention des États-Unis à Haïti.
- 15 octobre : restauration du président Jean-Bertrand Aristide par les Marines à Haïti.
- 1er décembre : Ernesto Zedillo Ponce de León succède à Carlos Salinas de Gortari à la présidence du Mexique.
- 11 décembre : au Sommet des Amériques à Miami, Bill Clinton propose pour 2005 la mise sur pied d’une zone de libre-échange des Amériques, regroupant tous les pays du continent.
- 19 décembre : aide financière des États-Unis au Mexique en butte à de graves déboires financiers.
- 20 décembre : dévaluation du peso mexicain de 15 %.
  - Crise financière et monétaire au Mexique engendrée par un déficit d’environ 30 milliards de dollars. La crainte d’une dévaluation, en mars, puis en décembre, fait fuir les capitaux à l’étranger. Malgré une hausse des taux d’intérêts, les réserves en devises s’amenuisent. Un programme d’aide internationale est conçu sous la direction du président américain Clinton, et Zedillo annonce la mise en place de mesures d’austérité et la privatisation des biens de l’État. Le 20 décembre, Zedillo doit dévaluer le peso de 15 %, une mesure insuffisante, tant la perte de confiance est grande. Il doit se résoudre à laisser flotter la monnaie nationale et le Mexique n’échappe à la banqueroute qu’avec une aide financière de 50 milliards de dollars du Fonds monétaire international et du Trésor américain.
- 21 décembre : 
  - Éruption du Popocatépetl, au Mexique.
  - Ouverture du Mercosur, « marché commun » des pays du « Cône Sud ». La réduction des tarifs douaniers interne donne un coup de fouet aux échanges entre pays membres.
- Le Chili, appuyé par le Canada, se propose d’adhérer à l’ALENA, mais les États-Unis, où le protectionnisme garde de fortes positions au Congrès, freinent le mouvement.

### Asie et Pacifique
- 1er janvier (Afghanistan) : les combats reprennent à Kaboul entre les troupes fidèles au président Rabbani et celles du Premier ministre Hekmatyar et de son allié, l’ancien général communiste, Abdul Rachid Dostom, dirigeant du Front national (Ouzbeks et laïques).
- 3 février : les États-Unis lèvent l'embargo commercial sur le Viêt Nam.
- 4 février : ultimatum américain, britannique, français et russe à la Corée du Nord, pour que celle-ci accepte le contrôle de ses sites nucléaires par l'Agence Internationale de l'Énergie Atomique (AIEA).
- 7 mars[10] : premières élections parlementaires au Kazakhstan. Quoique contestées, elles accordent la majorité au parti du président Noursoultan Nazarbaïev.
- 28 mars : accord entre la Russie et le Kazakhstan, octroyant à la Russie le contrôle du cosmodrome de Baïkonour, situé à proximité de la mer d'Aral, pour une durée de vingt ans au prix de 115 millions de dollars par an[11]. La Russie assume les forces nucléaires basées au Kazakhstan[12].
- 26 avril : début du règne de Tuanku Jaafar, sultan de Malaisie (fin en 1999).
- 4 mai - 7 juillet : Guerre civile de 1994 au Yémen
- 10 juin : essai nucléaire à Lop Nor en Chine.
- 7 juillet (Cambodge) : les Khmers rouges sont mis hors-la-loi par l'Assemblée nationale[13]. Ils sont impliqués dans une série d’affrontements avec le gouvernement à propos des territoires occupés par les rebelles.
- 8 juillet (Corée du Nord) : mort du leader nord-coréen et secrétaire-général du Parti du travail de Corée, Kim Il-sung. Son fils, Kim Jong-il, lui succède et, sans être officiellement nommé aux responsabilités qu’il détient, il exerce le pouvoir avec autorité. Le régime refuse tout contact avec la Corée du Sud, craignant un effondrement similaire à celui des pays d’Europe de l'Est (Séoul, pour sa part, préfère une intégration économique progressive à une réunification trop hâtive). Des accords signés à Genève désamorcent la crise nucléaire avec les États-Unis.
- 20-23 juillet : troisième forum national sur le travail au Tibet tenu à Pékin[14].
- Juillet (Népal) : démission du Premier ministre Girija Prasad Koirala, qui provoque la dissolution du Parlement et la tenue de nouvelles élections, le 15 novembre[15].
- 13 août : normalisation des relations entre les États-Unis et la Corée du Nord.
- 15-25 août : les forces de Papouasie-Nouvelle-Guinée prennent le contrôle du port, de l’aéroport et de la capitale de Bougainville, Arawa[16].
- 22 septembre (Inde : épidémie de peste pulmonaire dans le Gujerat, à partir de Surate[17].
- 1er octobre : indépendance des Palaos.
- 10 octobre-10 : conférence de paix d'Arawa entre l'Armée révolutionnaire de Bougainville et le gouvernement de Papouasie-Nouvelle-Guinée. Elle aboutit à une trêve.
- 29 octobre (Afghanistan)[18] : apparition du mouvement fondamentaliste sunnite des talibans, « étudiants en religion » sortis d’écoles coraniques, subventionnés par de l’argent saoudien. Ils mènent une guerre sainte (djihad) contre le gouvernement de Kaboul et les autres ethnies (Tadjiks, Ouzbeks, chiites). Ils s’emparent de Kandahar le 5 novembre.
- 6 novembre : élection et référendum constitutionnel au Tadjikistan qui permettent à Emomali Rahmonov (aujourd'hui appelé Emomalii Rahmon) d’être élu à la présidence du Parlement et d’assumer ainsi les fonctions de chef de l’État. La Russie, très attachée au règne d’un ordre laïque dans la région, maintient des troupes au Tadjikistan afin d’empêcher les infiltrations des islamistes extrémistes à partir de l’Afghanistan.
- 15 novembre : élections au Népal. Le Parti communiste unifié du Népal (PCUN) obtient le plus grand nombre de sièges à l’Assemblée sans être majoritaire. Le nouveau Premier ministre Man Mohan Adhikari nommé le 30 novembre obtient en décembre un vote de confiance de l’opposition. Le gouvernement communiste lance une vaste campagne de développement, attribuant d’importantes ressources à chaque communauté villageoise.
- La famine aurait provoqué des centaines de milliers de morts en Corée du Nord entre 1994 et 1998.

### Proche-Orient

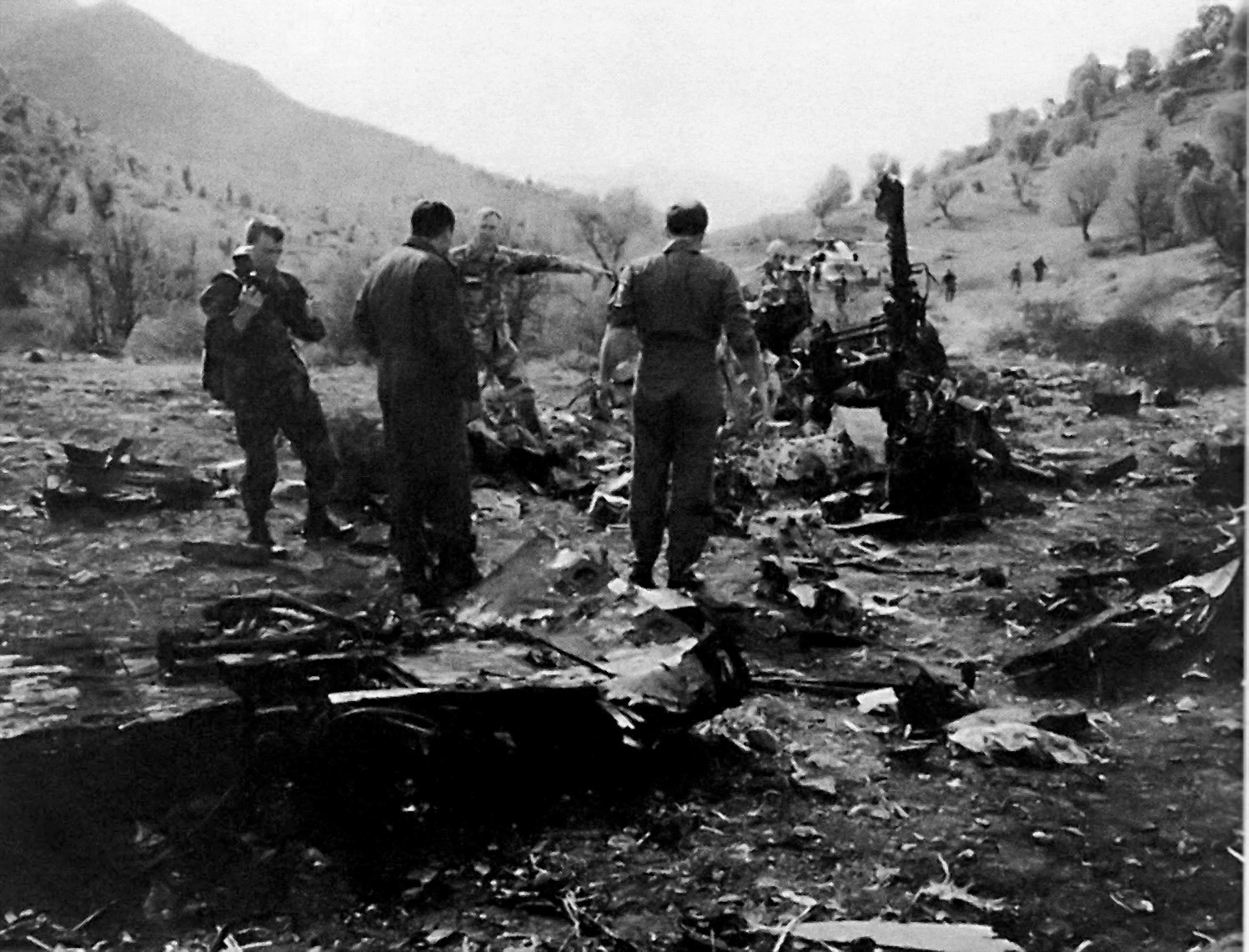
14 avril : tir ami sur un UH-60 Black Hawk américain à Erbil en Irak pendant lOpération Provide Comfort

- 21 janvier (Syrie) : mort du fils du président Hafez el-Assad, Basil, prétendant à la direction du régime, dans un accident de voiture. Son père fait alors appel à son fils cadet Bashar contraint de revenir en Syrie ou il rentre à l' académie militaire de Homs.
- 25 février : un colon juif extrémiste massacre 29 fidèles musulmans priant dans le caveau des patriarches à Hébron. Des manifestations populaires éclatent et sont réprimées par la police israélienne, qui provoque plusieurs dizaines de victimes. Le colon, Baruch Goldstein, meurt peu après son intervention armée. Yitzhak Rabin adresse des excuses officielles à Yasser Arafat, condamne deux organisations extrémistes juives mais refuse toute évacuation des colons, en particulier à Hébron.
- 27 février : un attentat contre une église provoque dix morts à Zouk Mikhaïl au Liban.
- 23 mars (Liban) : interdiction des Forces libanaises et arrestation de leur direction à la suite d'attentats[19].
- 6 avril : début des attentats-suicides perpétrés par le Hamas contre Israël. 8 morts et 44 blessés à Afoula dans un attentat à la voiture piégée.
- 13 avril : cinq morts dans un attentat-suicide dans un autobus à Hadera.
- 24 avril : le chef des FL Samir Geagea est arrêté. Il passe en procès et est condamné à la réclusion à perpétuité[20].
- 4 mai : accord d’autonomie de la Palestine signé au Caire pour une période intermédiaire de cinq ans. Création d’une autorité palestinienne de 24 membres et d’une force de police palestinienne. L'OLP obtient la gestion de Gaza et Jéricho.
- 4 mai : l’Azerbaïdjan devient membre du programme de partenariat pour la paix de l’OTAN.
- 5 mai : fondation de Solidere. Programme de reconstruction du centre-ville de Beyrouth (18 milliards de dollars).
- 9 mai : cessez-le-feu entre l’Arménie et l’Azerbaïdjan[21] tandis que le président Aliev semble décidé à mener à leur terme les négociations engagées avec le gouvernement arménien.
- 10-25 mai : retrait militaire des Israéliens de Gaza et de Jéricho.
- 27 mai : adhésion du Kazakhstan au Partenariat pour la Paix de l'OTAN.
- 1er juillet : arrivée d'Arafat à Gaza. Il doit maintenir l’ordre dans les territoires autonomes et empêcher la poursuite des attentats islamistes. Pour éviter la guerre civile, il refuse de mener la répression et favorise l’intégration des radicaux aux nouvelles structures en place.
- 5 juillet : visite « historique » de Yasser Arafat à Jéricho.
- 25 juillet : Yitzhak Rabin et Hussein de Jordanie signent à Washington une déclaration mettant fin à l’état de guerre. Hussein se voit reconnaître la fonction de « gardien des Lieux Saints » musulmans de Jérusalem, ce qui entraîne les protestations de l’OLP.
- 24 août-10 septembre : le parti Baas remporte à nouveau les élections législatives en Syrie[22]. Les candidats indépendants remportent un tiers des sièges.
- 14 août[23] : à la suite d'un attentat contre des colons israéliens, plusieurs responsables du Hamas sont arrêtés par l’autorité palestinienne.
- Octobre : échec d’une tentative de putsch contre le président d’Azerbaïdjan Aliev. L’état d’urgence est instauré en Azerbaïdjan.
- 7 octobre[24] : les États-Unis accusent l’Irak de concentrer des troupes à la frontière avec le Koweït[25]. Des troupes américaines sont immédiatement envoyées dans l’émirat. Saddam Hussein retire ses hommes mais démontre ainsi la totale dépendance des monarchies du Golfe envers la puissance américaine.
- 19 octobre : une opération suicide du Hamas contre un bus à Tel-Aviv provoque 22 morts civils[26]. Une nouvelle campagne d’attentats entraîne le bouclage des territoires par Israël en janvier 1995.
- 25 octobre : Le Vatican annonce l'établissement de relations officielles avec l'OLP[27].
- 26 octobre : traité de paix entre Israël et la Jordanie. La frontière entre les deux états reste celle de la Palestine mandataire. La répartition de l’eau est mieux assurée, au profit de la Jordanie.
- 29 octobre : conférence économique de Casablanca réunissant des hommes politiques et des hommes d’affaires arabes et israéliens. Elle discute de projet de coopération régionale avec libre circulation des personnes, des biens et des capitaux, en partenariat avec l’Union européenne.
- 10 novembre : à la suite d'une médiation russe, le Parlement irakien et le conseil de la révolution reconnaissent les frontières internationales du Koweït[28].
- 18 novembre : des affrontements entre islamistes et la police palestinienne provoquent une quinzaine de morts. À la fin de l’année, le processus de paix est arrêté.
- 27 décembre (Algérie) : quatre Pères blancs — Alain Dieulangrand (75 ans), Charles Decker (70 ans), Jean Chevillard (69 ans) et Christian Chessel (36 ans), sont assassinés dans leur monastère près de Tizi Ouzou. Un commando de six hommes armés, habillés en policiers, les ont abattus les uns après les autres.
- La croissance s’accélère au Liban (8 % en 1994, 7 % en 1995) mais le poids des charges financières la fait chuter à la fin de la décennie (4 % en 1996, 3,5 % en 1997, 2 % en 1998).
- Au Kurdistan irakien, les partis politiques se sont transformés en milices armées et vivent de la taxation, des transports et de l’aide internationale. L’Union du peuple kurde (UPK) de Jalal Talabani et le Parti démocratique du Kurdistan (PDK) de Massoud Barzani s’affrontent militairement, entraînant la mort de centaines de personnes. L’Iran et la Turquie interviennent au Kurdistan irakien pour mettre fin aux guérillas qui touchent leurs pays. Les États-Unis organisent en Europe des réunions de réconciliation mais n’obtiennent que des trêves temporaires.

## Distinctions internationales

### Prix Nobel
Les lauréats du Prix Nobel en 1994 sont :
- Prix Nobel de physique : Bertram Brockhouse et Clifford Shull.
- Prix Nobel de chimie : George A. Olah.
- Prix Nobel de physiologie ou médecine : Alfred G. Gilman et Martin Rodbell.
- Prix Nobel de littérature : Kenzaburō Ōe.
- Prix Nobel de la paix :  Yasser Arafat, Yitzhak Rabin et Shimon Peres.
- « Prix Nobel » d'économie : Reinhard Selten, John Forbes Nash et John Harsanyi.

### Autres prix
- Médaille Fields (mathématiques) : Jean Bourgain, Pierre-Louis Lions, Jean-Christophe Yoccoz et Efim Zelmanov.
- Prix Pritzker (architecture) : Christian de Portzamparc.

## Décès en 1994

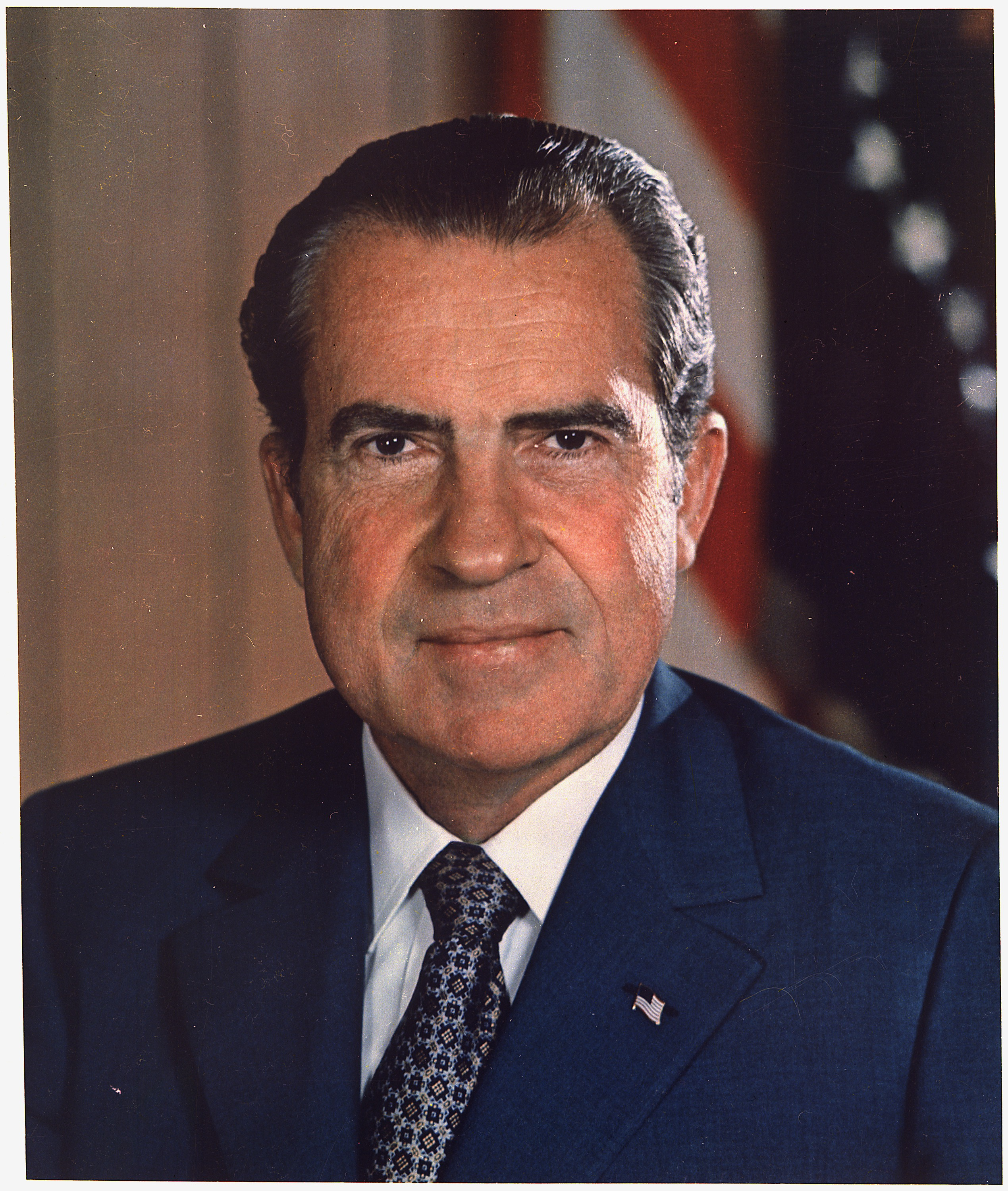
Richard Nixon

Personnalités majeures décédées en 1994

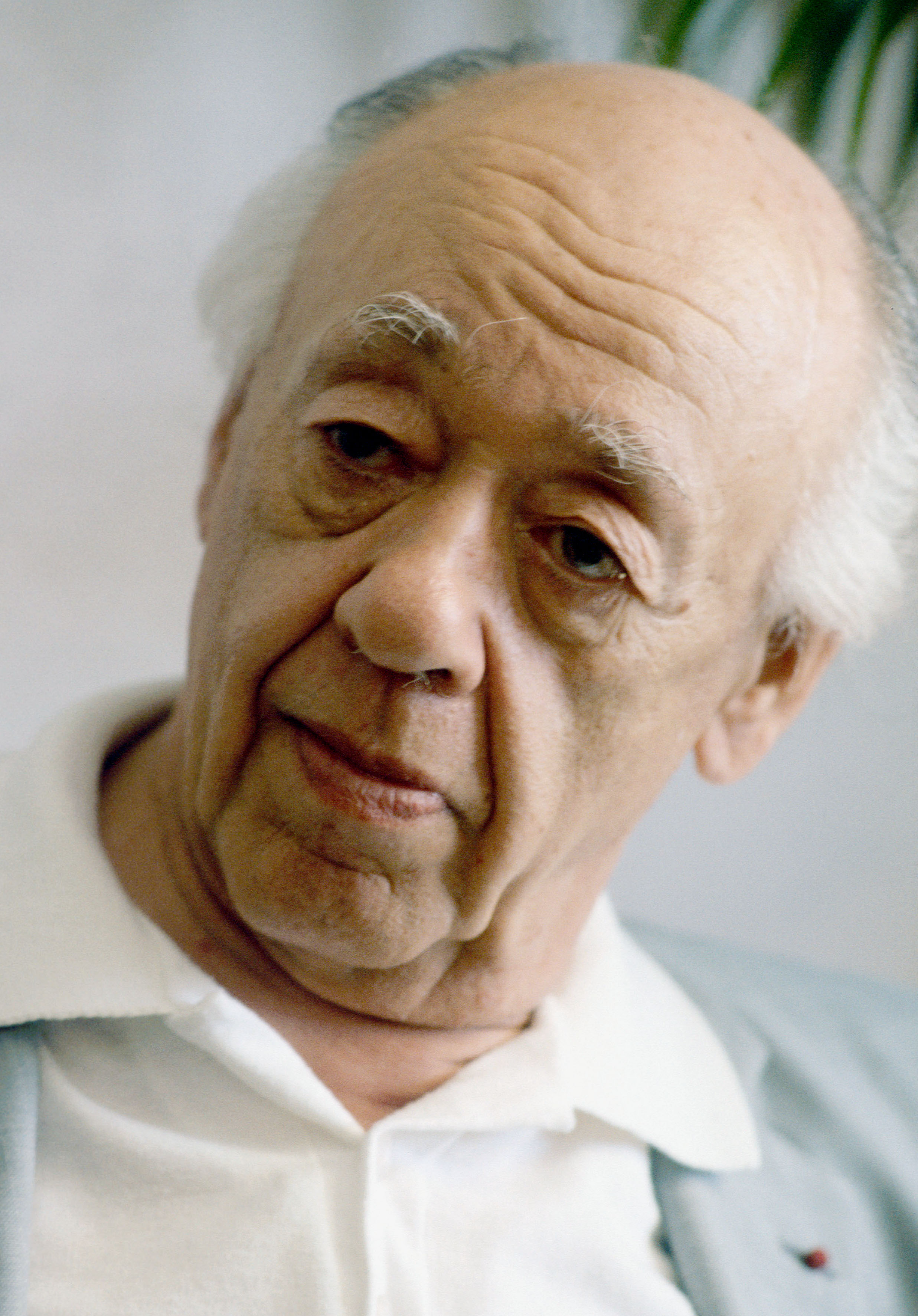
Eugène Ionesco

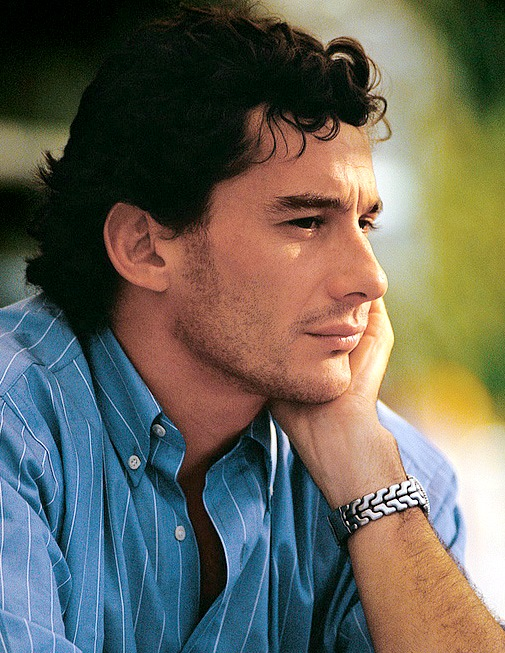
Ayrton Senna

- 22 janvier : Jean-Louis Barrault (acteur et metteur en scène de théâtre français)
- 28 mars : Eugène Ionesco (écrivain français d'origine roumaine)
- 1er avril : Robert Doisneau (photographe français)
- 5 avril : Kurt Cobain (chanteur et guitariste américain de Nirvana)
- 20 avril : Jean Carmet (acteur français)
- 22 avril : Richard Nixon (homme politique américain)
- 1er mai : Ayrton Senna (pilote automobile brésilien)
- 19 mai : Jacqueline Kennedy-Onassis (ex-épouse de J.F. Kennedy)
- 8 juillet : Kim Il-sung (homme politique nord-coréen)
- 17 juillet : Jean Borotra (joueur de tennis français)
- 20 juillet : Paul Delvaux (peintre belge)
- 19 août : Linus Pauling (chimiste et physicien américain)
- 17 septembre : Karl Popper (philosophe et épistémologue britannique)
- 23 septembre : Madeleine Renaud (actrice française)
- 30 septembre : Pierre Sabbagh (journaliste français)
- 20 octobre : Burt Lancaster (acteur américain)
- 13 décembre : Antoine Pinay (homme politique français)